# 야코블레프 Yak-42

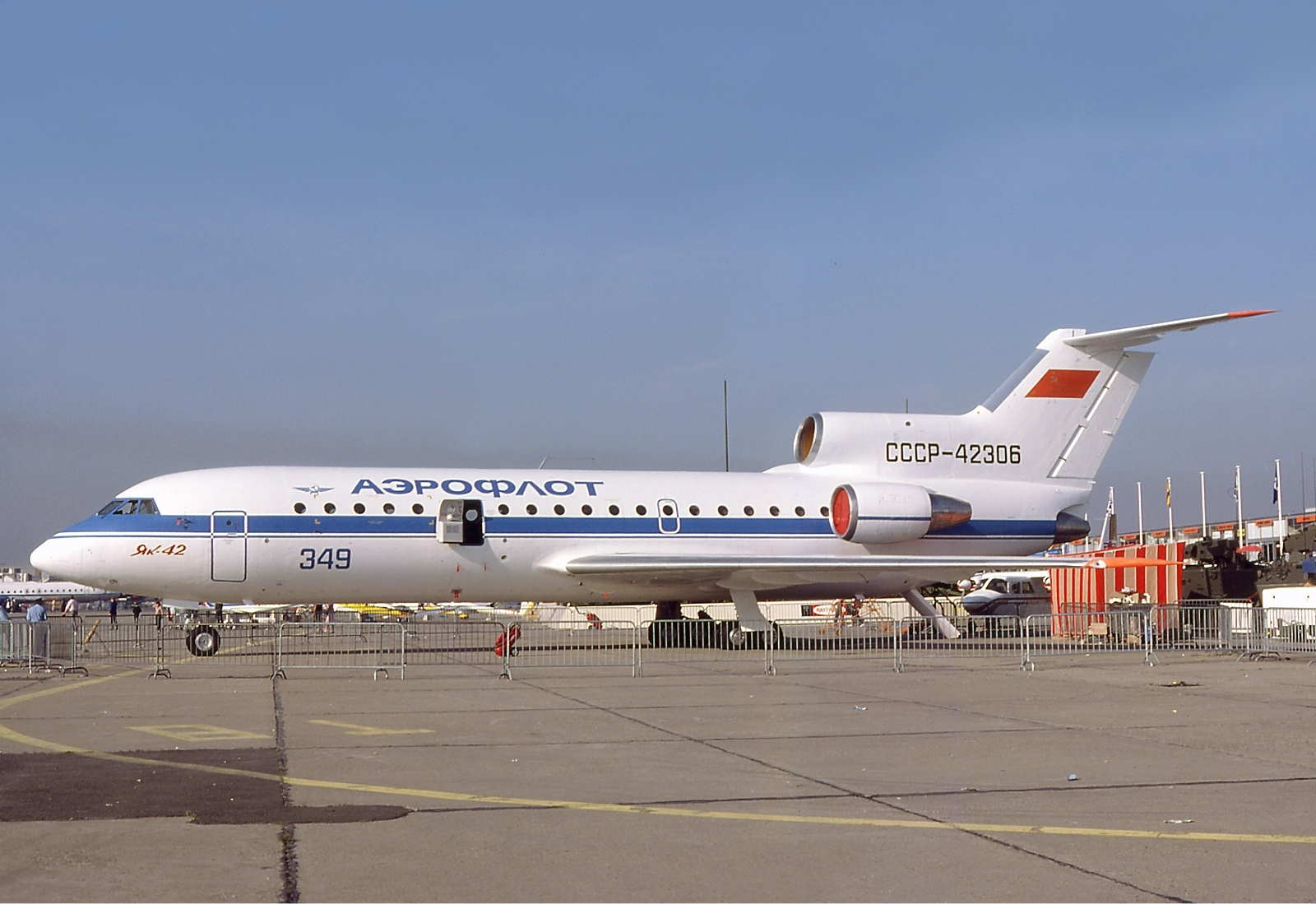
아에로플로트의 야코블레프 Yak-42 (퇴역)

야코블레프 Yak-42는 소비에트 연방의 야코블레프에서 만든 100~120석 내외의 규모를 가진 제트 여객기이다. 외형은 보잉 727, 투폴레프 Tu-154와 거의 비슷하게 생겼으며, 창문은 투폴레프 Tu-134와 거의 비슷한 접시형 모양을 가진 특이한 창문을 가지고 있다. 1980년부터 처음 제작하였으나, 2003년 제작이 종료되었다. 실질적인 발주량은 1994년을 정점으로 줄어든 것으로 나와 있다.

## 같이 보기
- 야코블레프 Yak-40
- 보잉 727
- 호커 시들리 트라이던트
- 투폴레프 Tu-154